# Albert von Sack
Sebastian Albert Freiherr von Sack, ab 1821 Graf von Sack (* 1757 in Eichholz, Schlesien; heute: Warmątowice Sienkiewiczowskie, Polen; † 7. August 1829 in Berlin) war ein schlesischer Forschungsreisender, königlich preußischer Kammerherr sowie Ritter des Johanniterordens.

## Leben
Albert Freiherr von Sack wurde als königlich preußischer Kammerherr und Vizeoberjägermeister am 9. Juni 1821 in Berlin von König Friedrich Wilhelm III. in den preußischen Grafenstand erhoben. Im Jahr 1822 setzte v. Sack das Waisenhaus in Halle (Saale), eine Einrichtung der Franckeschen Stiftungen, zum Universalerben seines nicht unbeträchtlichen Vermögens ein.

## Reise nach Suriname
Nach seiner ersten Reise nach Suriname im April 1805 gelangte er anschließend von dort im Jahr 1807 nach Nordamerika, wo er u. a. die Städte Providence, Boston, New York, Philadelphia, Baltimore, Washington, Alexandria und Mount Vernon besuchte. Die Rückreise nach Deutschland erfolgte über New York und Lissabon. 1810 wurden seine Reiseberichte der Jahre 1805–1807 in England veröffentlicht.
Seine zweite Reise nach Suriname beendete er 1812 in England.

## Reise in den Nahen Osten
Am 20. August 1817 trat er mit zusammen mit dem Dichter Wilhelm Müller eine Forschungsreise nach Griechenland und Kleinasien an. Nach ihrem Aufenthalt von September bis November 1817 in Wien änderten sie am 6. November 1817 die Route und reisten zusammen mit Julius Schnorr von Carolsfeld weiter. Schnorr blieb in Florenz, Müller und Sack reisten weiter nach Rom. Dort trafen sie am 4. Januar 1818 ein, jedoch kam es dort zum Zerwürfnis und Sack reiste im April 1818 alleine weiter.
Das heute in der Antikensammlung Berlin befindliche Fragment vom Grabmal der Nikarete erwarb Albert von Sack 1820. Es war eines der ersten antiken Kunstwerke, die nicht über den italienischen Kunsthandel nach Berlin kamen. Sack reiste mit dem damaligen österreichischen Konsul in Athen, Georg Christian Gropius, durch Griechenland und den Orient und kaufte während dieser Zeit eine Sammlung von antiken Artefakten, die er später der Antikensammlung in Berlin vermachte.
Auf seiner Rückreise sammelte er 1821 auf Zakynthos zeitgenössische Volksmusik für den Diplomaten und Althistoriker Barthold Georg Niebuhr. Die Königliche Bibliothek zu Berlin kam in den Besitz der Sammlung, die nach Auslagerung von Berlin nach Schlesien im Zweiten Weltkrieg heute in der Jagiellonen-Universität in Krakau aufbewahrt wird. Sie wird seit Anfang des 21. Jahrhunderts wissenschaftlich ausgewertet.
Sack stellte Wasserproben von dieser Orientreise dem Dresdner Forscher Heinrich Ficinus zur Analyse zur Verfügung und förderte dadurch dessen Tätigkeit. Aufgrund der unter anderem dadurch erworbenen Reputation konnte er bewirken, dass der Gärtner Ferdinand Deppe an der 1824 von Sack initiierten und finanzierten Expedition nach Mexiko teilnehmen konnte.

## Werke
- A Narrative of a voyage to Surinam of a residence there during 1805, 1806, and 1807 and of the authors return to Europe by the way of North America by Albert von Sack. London: Bulmer, 1810
- Reize naar Surinamen, verblijf aldaar, en terugtogt over Noord-Amerika naar Europa. Haarlem: Erven François Bohn, 1821.
- Beschreibung einer Reise nach Surinam:
  - Band 1: Beschreibung einer Reise nach Surinam und des Aufenthaltes daselbst in den Jahren 1805, 1806, 1807: so wie von des Verfassers Rückkehr nach Europa über Nord-Amerika von dem Baron Albert von Sack. Berlin: Haude und Spener, 1818.
  - Band 2: Beschreibung einer Reise nach Surinam und des Aufenthaltes daselbst in den Jahren 1810, 1811, 1812: so wie von des Verfassers Rückkehr nach Europa über Nord-Amerika von dem Baron Albert von Sack. Berlin: Haude und Spener, 1818.